# Eutolmus annulatus
Eutolmus annulatus là một loài ruồi trong họ Asilidae. Eutolmus annulatus được Becker miêu tả năm 1923. Loài này phân bố ở vùng Cổ Bắc giới.